# توکور (روسیه)
توکور (انگلیسی: Tokur, Russia) یک شهرک در بخش سلمدژینسکی استان آمور کشور روسیه است.